# Matt Aldridge
Matt Aldridge (11 de março de 1996) é um remador britânico.

## Carreira
Aldridge ganhou a medalha de ouro no quatro sem timoneiro no Campeonato Europeu de Remo de 2022. Em 2023, ele ganhou a Stewards' Challenge Cup na Henley Royal Regatta, remando pelo Oxford Brookes University Boat Club. Mais tarde naquele ano, ele ganhou uma medalha de ouro no Campeonato Mundial no quatro sem timoneiro masculino, no Campeonato Mundial de Remo de 2023 em Belgrado.
Nos Jogos Olímpicos de Verão de 2024, em Paris, conquistou a medalha de bronze na competição de quatro sem masculino, ao lado de Oliver Wilkes, David Ambler e Freddie Davidson com o tempo de 5:52.42.